# Providencia, San Diego de la Unión
Providencia är en ort i Mexiko.   Den ligger i kommunen San Diego de la Unión och delstaten Guanajuato, i den centrala delen av landet, 280 km nordväst om huvudstaden Mexico City. Providencia ligger 2 021 meter över havet och antalet invånare är 666.
Terrängen runt Providencia är platt söderut, men norrut är den kuperad. Runt Providencia är det ganska glesbefolkat, med 38 invånare per kvadratkilometer. Närmaste större samhälle är San Diego de la Unión, 11,9 km väster om Providencia. Omgivningarna runt Providencia är i huvudsak ett öppet busklandskap.